# Saint-Gervais (Isère)
Pour les articles homonymes, voir Saint-Gervais.
Saint-Gervais est une commune française située dans le département de l'Isère en région Auvergne-Rhône-Alpes et, autrefois, rattachée à l'ancienne province du Dauphiné.
Après avoir appartenu à la communauté de communes Chambaran Vinay Vercors, la commune de Saint-Gervais a adhéré à la communauté de communes de Saint-Marcellin Vercors Isère Communauté, créée le 1er janvier 2017, et elle est une commune membre du Parc naturel régional du Vercors.
Le territoire de Saint-Gervais se divise en trois sites très différents les uns des autres : un ancien port fluvial, situé dans la plaine de l'Isère et où fut implanté une importante fabrique de canons de marine à l'époque de Louis XIV, un petit bourg lové au pied des falaises occidentales du massif du Vercors et une zone de moyenne montagnes très boisée abritant un ancien monastère rattaché à l'ordre des Chartreux et aujourd'hui en ruines.
Les habitants sont dénommés les Saint-Gervaisiens.

## Géographie

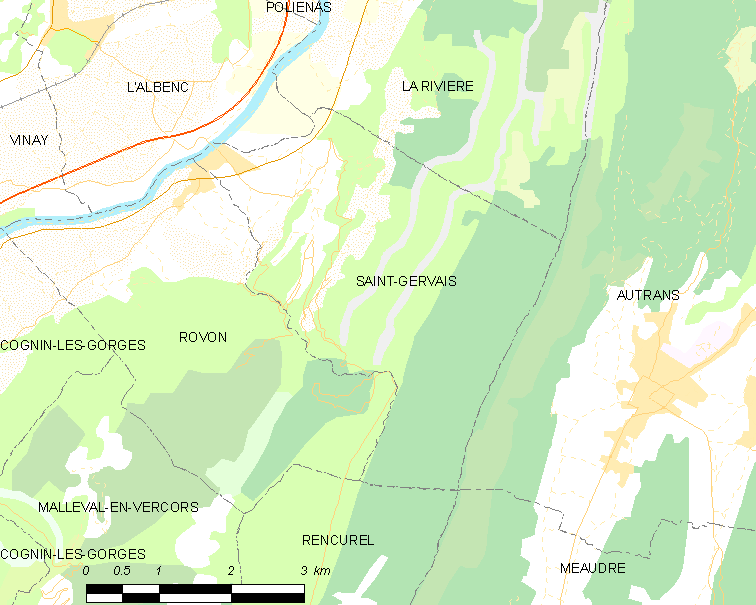
Plan du territoire de Saint-Gervais.

### Situation
Le territoire communal est situé dans le sud-est de la France, et plus précisément dans la basse vallée de l'Isère à 13,6 km de Saint-Marcellin, siège de la communauté de communes de « Saint-Marcellin Vercors Isère », à laquelle adhère la commune de Saint-Gervais et dans le  canton du Sud Grésivaudan, lui-même situé dans l'arrondissement de Grenoble.
La commune est également située (par la route), à 37 km de Grenoble, chef-lieu du département de l'Isère et 110 km, de Lyon, chef-lieu de la région Auvergne-Rhône-Alpes, ainsi que 580 km de Paris, 277 km de Marseille et 806 km de Lille.

### Description
Le territoire de Saint-Gervais s'étend des bords de l'Isère, un des principaux affluents du Rhône, où se situe l'important hameau de Port-Saint-Gervais. L'ancien bourg, qui rassemble la mairie et l'église, se situe au-delà de la route de Grenoble, dans une légère élévation par rapport à la plaine de l'Isère.
Une route relie le centre de ce bourg au canyon des Écouges, profonde gorge où s'écoule le torrent de la Drevenne depuis de hautes falaises, puis gagne le secteur des Écouges qui correspond à la partie nord-occidentale du massif du Vercors qui héberge les ruines d'une ancienne Chartreuse au cœur d'une forêt constituée de hêtres et de sapins.

### Communes limitrophes
| L'Albenc | La Rivière    |                            |
| Rovon    | Saint-Gervais | Autrans-Méaudre-en-Vercors |
|          | Rencurel      |                            |

### Géologie

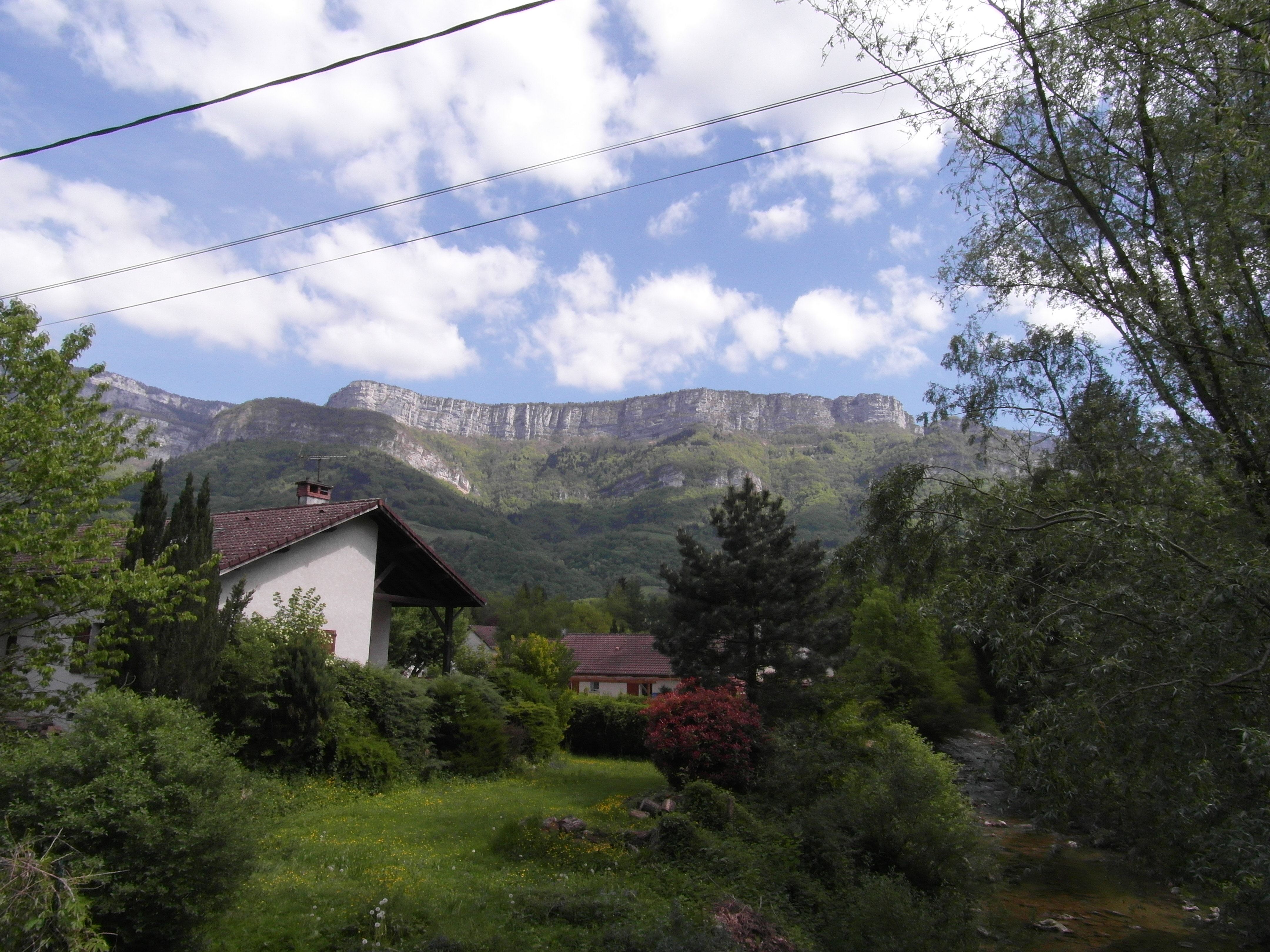
Les falaises du Vercors depuis Port-Saint-Gervais.

Au niveau de Saint-Gervais, face au site du canyon des Écouges, correspondant à la vallée de la Drevenne, le front occidental du Vercors se présente comme une haute barrière quasiment rectiligne et se présentant sous la forme de plusieurs rangées de falaises parallèles facilement reconnaissables depuis l'Isère.
- Les deux falaises supérieures correspondent à la barre urgonienne, qui s'incline vers la partie orientale (et donc intérieure) du massif. La plus basse de ces deux falaises supérieures correspond la partie oriental de l'anticlinal des Coulmes.
- Une falaise intermédiaire, très boisée, moins massive que les précédentes, est constituée par les calcaires du Fontanil.
- Une zone de talus avec des prairies correspond aux marno-calcaires berriasiens[3].

#### Sites géologiques remarquables
La « terrasse fluvio-glaciaire du Seuil de Rovon » est un site géologique remarquable de 48,79 hectares qui se trouve sur les communes de Rovon et de Saint-Gervais (aux lieux-dits Pacalière et Pierre-Mouton). En 2014, ce site d'intérêt géomorphologique est classé « deux étoiles » à l'« Inventaire du patrimoine géologique ».

### Climat
Pour des articles plus généraux, voir Climat d'Auvergne-Rhône-Alpes et Climat de l'Isère.
En 2010, le climat de la commune est de type climat océanique altéré, selon une étude du Centre national de la recherche scientifique s'appuyant sur une série de données couvrant la période 1971-2000. En 2020, Météo-France publie une typologie des climats de la France métropolitaine dans laquelle la commune est exposée à un climat de montagne ou de marges de montagne et est dans la région climatique Alpes du nord, caractérisée par une pluviométrie annuelle de 1 200 à 1 500 mm, irrégulièrement répartie en été.
Pour la période 1971-2000, la température annuelle moyenne est de 12,1 °C, avec une amplitude thermique annuelle de 19,2 °C. Le cumul annuel moyen de précipitations est de 1 289 mm, avec 10,1 jours de précipitations en janvier et 7,4 jours en juillet. Pour la période 1991-2020, la température moyenne annuelle observée sur la station météorologique de Météo-France la plus proche, « Villard-de-Lans », sur la commune de Villard-de-Lans à 16 km à vol d'oiseau, est de 8,0 °C et le cumul annuel moyen de précipitations est de 1 270,0 mm,. Pour l'avenir, les paramètres climatiques de la commune estimés pour 2050 selon différents scénarios d'émission de gaz à effet de serre sont consultables sur un site dédié publié par Météo-France en novembre 2022.

### Hydrographie

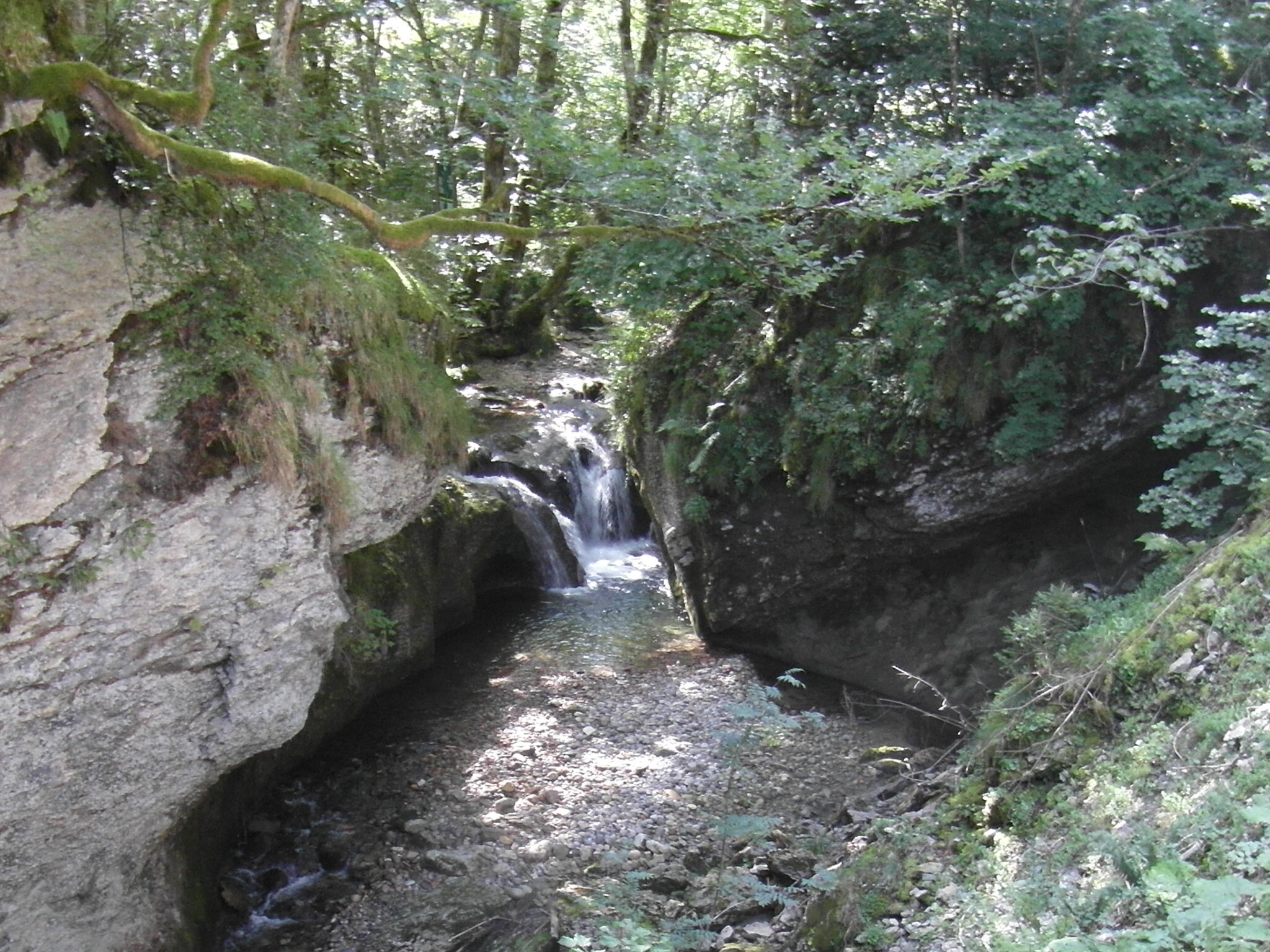
La Drevenne à proximité de Chartreuse des Écouges.

Le territoire de la commune est bordé par une rivière dans sa partie occidentale et par un torrent dans sa partie méridionale. L'Isère, affluent du Rhône et principal cours d'eau de la commune, marque la limite du territoire, vers l'ouest. Cette rivière draine toute la vallée du sud Grésivaudan et reste, en règle générale, d'un débit très abondant tout au long de l'année. Son affluent, la Drevenne, est un torrent de 9,3 km de longueur qui prend sa source au col de Romeyère (1 068 m), sur le territoire de la commune de Rencurel, avant de rejoindre l'Isère au niveau de Port-Saint-Gervais. Ce cours d'eau marque la limite territoriale de la commune de Saint-Gervais avec celle de Rovon.

## Urbanisme

### Typologie
Au 1er janvier 2024, Saint-Gervais est catégorisée bourg rural, selon la nouvelle grille communale de densité à sept niveaux définie par l'Insee en 2022.
Elle est située hors unité urbaine. Par ailleurs la commune fait partie de l'aire d'attraction de Grenoble, dont elle est une commune de la couronne,. Cette aire, qui regroupe 204 communes, est catégorisée dans les aires de 700 000 habitants ou plus (hors Paris),.

### Occupation des sols
L'occupation des sols de la commune, telle qu'elle ressort de la base de données européenne d’occupation biophysique des sols Corine Land Cover (CLC), est marquée par l'importance des forêts et milieux semi-naturels (78,3 % en 2018), une proportion identique à celle de 1990 (78,3 %). La répartition détaillée en 2018 est la suivante : 
forêts (78,3 %), zones agricoles hétérogènes (16,3 %), zones urbanisées (2,4 %), prairies (2,3 %), terres arables (0,6 %), eaux continentales (0,2 %). L'évolution de l’occupation des sols de la commune et de ses infrastructures peut être observée sur les différentes représentations cartographiques du territoire : la carte de Cassini (XVIIIe siècle), la carte d'état-major (1820-1866) et les cartes ou photos aériennes de l'IGN pour la période actuelle (1950 à aujourd'hui).

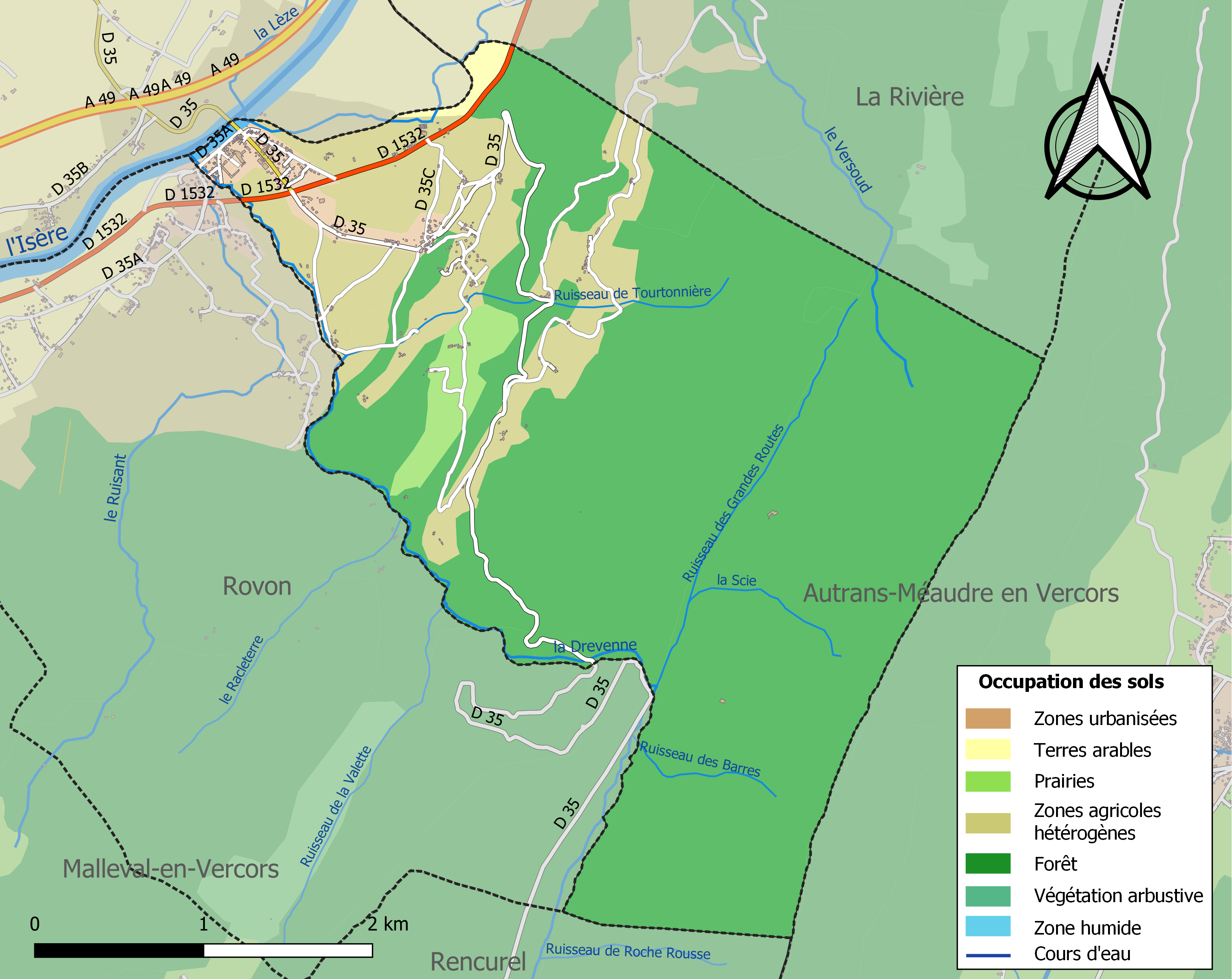
Carte des infrastructures et de l'occupation des sols de la commune en 2018 (CLC).

### Morphologie urbaine
Saint Gervais, d'aspect fortement, rural, se décompose en un petit bourg central de taille très modeste et de nombreux hameaux épars, l'un d'entre eux, plus important et plus peuplé que le bourg central pour des raisons historiques, est situé au bord de la rive gauche de l'Isère, face au pont qui relie la commune avec la rive droite de cette même rivière.

### Hameaux, lieux-dits et écarts de la commune
Voici, ci-dessous, la liste la plus complète possible des divers hameaux, quartiers et lieux-dits résidentiels urbains comme ruraux, ainsi que les écarts qui composent le territoire de la commune de Saint-Gervais, présentés selon les références toponymiques fournies par le site géoportail de l'Institut géographique national.
| - le Port de Saint-Gervais - les Tuileries - Marand - le Regonfle - Champ-fleuri - le Bedot - la Chapelle - Pierre Mouton - Bassetière - les Gailleux - Jarnatière | - Barillonière - le Morelon - Freyssinet - le Souillet - Sous le Rocher - La Chataignaire - Sur le puy - les Écouges (ruines de l'ancienne chartreuse) - les Molières - Pré berger - Chalet Montal |

### Risques naturels et technologiques

#### Risques sismiques
L'ensemble du territoire de la commune de Saint-Gervais est situé en zone de sismicité n°4 (sur une échelle de 1 à 5), comme la plupart des communes de son secteur géographique.
| Type de zone | Niveau            | Définitions (bâtiment à risque normal) |
| ------------ | ----------------- | -------------------------------------- |
| Zone 4       | Sismicité moyenne | accélération = 1,6 m/s2                |

### Voies de communication
Le village de Saint-Gervais est bordé par l'ancienne route de Grenoble à Valence, non loin de l'autoroute A49 :
- L'autoroute A 49

le territoire communal est située à proximité de l'A 49. La sortie de cette voie autoroutière la plus proche est l'échangeur :
 10 Vinay de l'autoroute A49.
- La route départementale 1532 :

l'ancienne route nationale 532 est une route nationale française, devenue la route départementale RD 1532, reliait Saint-Péray (Ardèche) à Grenoble (Isère) et traverse le territoire communal selon un axe nord-est - sud-ouest.

### Transports publics

#### Transport en commun
Une ligne du réseau interurbain de l'Isère dessert la commune :
- Ligne 5000 : Pont-en-Royans ↔ Grenoble :

Deux arrêts de cette ligne d'autocar est situé sur le territoire de la commune (Regonfle et route de Saint-Gervais :
- vers Grenoble
- vers Pont-en-Royans.

#### Transport ferroviaire
La gare ferroviaire la plus proche est la gare de Vinay de la ligne de Valence à Moirans, desservie par les trains TER Auvergne-Rhône-Alpes, en provenance de Valence-Ville et à destination de Grenoble et de Chambéry-Challes-les-Eaux.

## Toponymie
La paroisse située dans le mandatement d'Armieu se dénommait ecclesia-sancti-gervasii au XIe siècle. Le nom du village est lié aux martyrs de Saint Gervais et saint Protais, saints de l'église catholique.

## Histoire

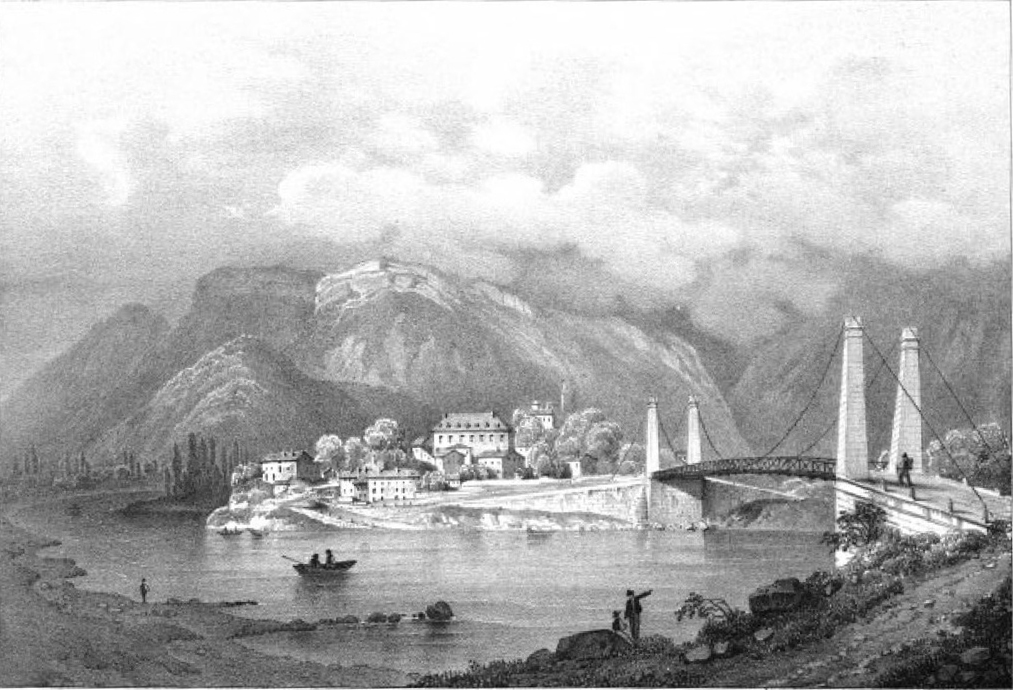
Saint-Gervais illustré par Victor Cassien (1808-1893).

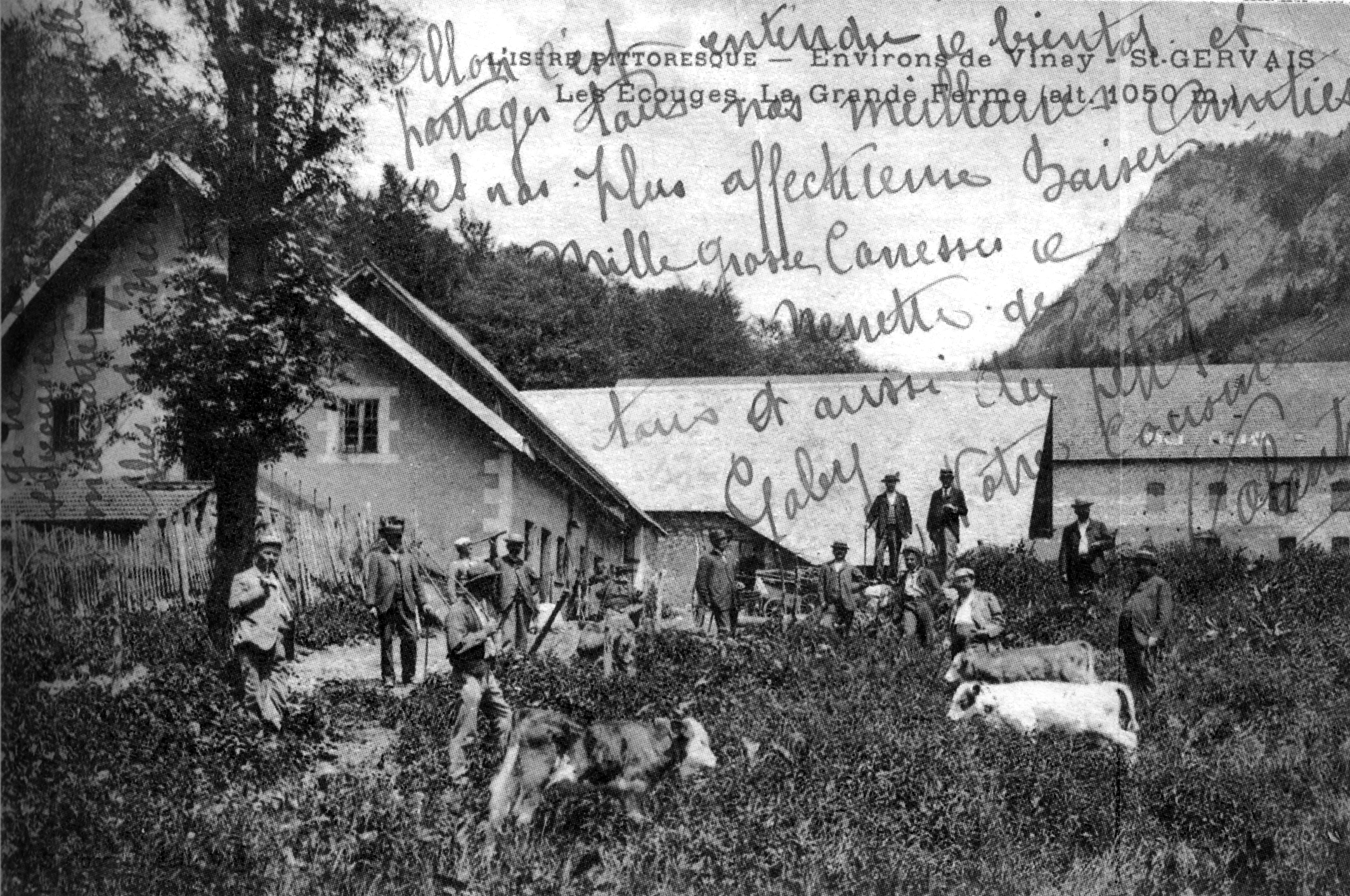
Les Ecouges, la Grande Ferme en 1910.

### Moyen Âge
Durant le Moyen Âge, le mandatement de Saint-Gervais se dénommait Armieu (ou Armieux), du nom des deux villages principaux que sont aujourd'hui Saint-Gervais, La Rivière et Rovon,,.
Saint-Gervais était le chef-lieu d'un mandement féodal. Du château des seigneurs d'Armieu reste quelques vestiges.

### Les Temps Modernes

#### La fonderie de canons de marine
Alimentée par les mines de fer de la région d'Allevard provenant sur le site par la rivière (Isère) depuis le port de Goncelin, la fonderie royale de canons de marine de Saint-Gervais est créée en 1679 par la présidente de Saint-André, marquise de Virieu et dame de Saint-Gervais, sur une initiative du ministre Jean-Baptiste Colbert conseillé par Samuel Dalliès de La Tour, receveur et trésorier général du Dauphiné, originaire de Montauban et animateur de la Compagnie des Indes. Ce dernier avait connu de nombreux échecs dans ses tentatives pour créer une fonderie pour les canons de la marine royale (Bourgogne - Franche-Comté - Nivernais). Saint-Gervais sera sa réussite : "Il poursuit sa quête du site parfait qui, par la nature du minerai de fer et la performance des infrastructures procurerait des matériaux d'irréprochable qualité. Il le trouvera enfin dans sa province d'élection : la bourgade de Saint-Gervais à quatre lieues de Grenoble. Là son entêtement paie enfin. Saint-Gervais qu'il met en œuvre sera un des fleurons de la métallurgie française"
L'intérêt pour la marine de Louis XIV était de pouvoir bénéficier d'un armement moins cher que les canons traditionnels de marine en bronze et plus fiable.
Très rapidement, un véritable consortium se met en place regroupant quelques familles dauphinoises « éclairées », souvent alliées : les Virieu, Prunier, Sautereau, Barral, Tencin et d'Herculais. Le bois nécessaire au charbon sera fourni par les forêts proches, dont la forêt des Ecouges, domaines appartenant au chapitre de Grenoble - protecteur de Daliès l'évêque de Grenoble, le futur cardinal Etienne Le Camus était un cousin de Colbert - et à la famille de Sassenage.
La première pierre de la fonderie est posée le 14 janvier 1679.
De 1680 à 1690, la production annuelle est de près de 200 pièces en moyenne par an. Le pic est atteint en 1683, année de la mort de Colbert, le protecteur de Daliès, avec 272 canons fournis à la Marine, la plupart portant la célèbre devise : Ultima ratio regum (« la dernière raison des rois »).
Les canons coulés à Saint-Gervais sont acheminés vers le port et l'arsenal de Toulon par voie fluviale. Leur qualité est remarquable et leur réputation tient à celle de la fonte "les fontes grises et truitées fabriquées avec le minerai spathique des Alpes - celui des fosses minières de Pinsot, près d'Allevard - étaient douées en effet d'une résistance considérable à la rupture" (Ernest Chabrand).
Liée aux commandes de l'État, soumise à de très nombreux changements d'entrepreneurs, la production est très irrégulière car souvent freinée par les pénuries de charbons de bois. Le redémarrage de la fonderie de Saint-Gervais se fera au premier temps de l'Empire avec la remise à feu progressive des fourneaux.
En 1862, l'établissement recevra une commande de 250 canons de 36 livres se chargeant par la culasse, puis, deux ans plus tard, d'une dernière commande de 200 canons.

### Époque contemporaine
Pour un article plus général, voir Éboulement de La Rivière.

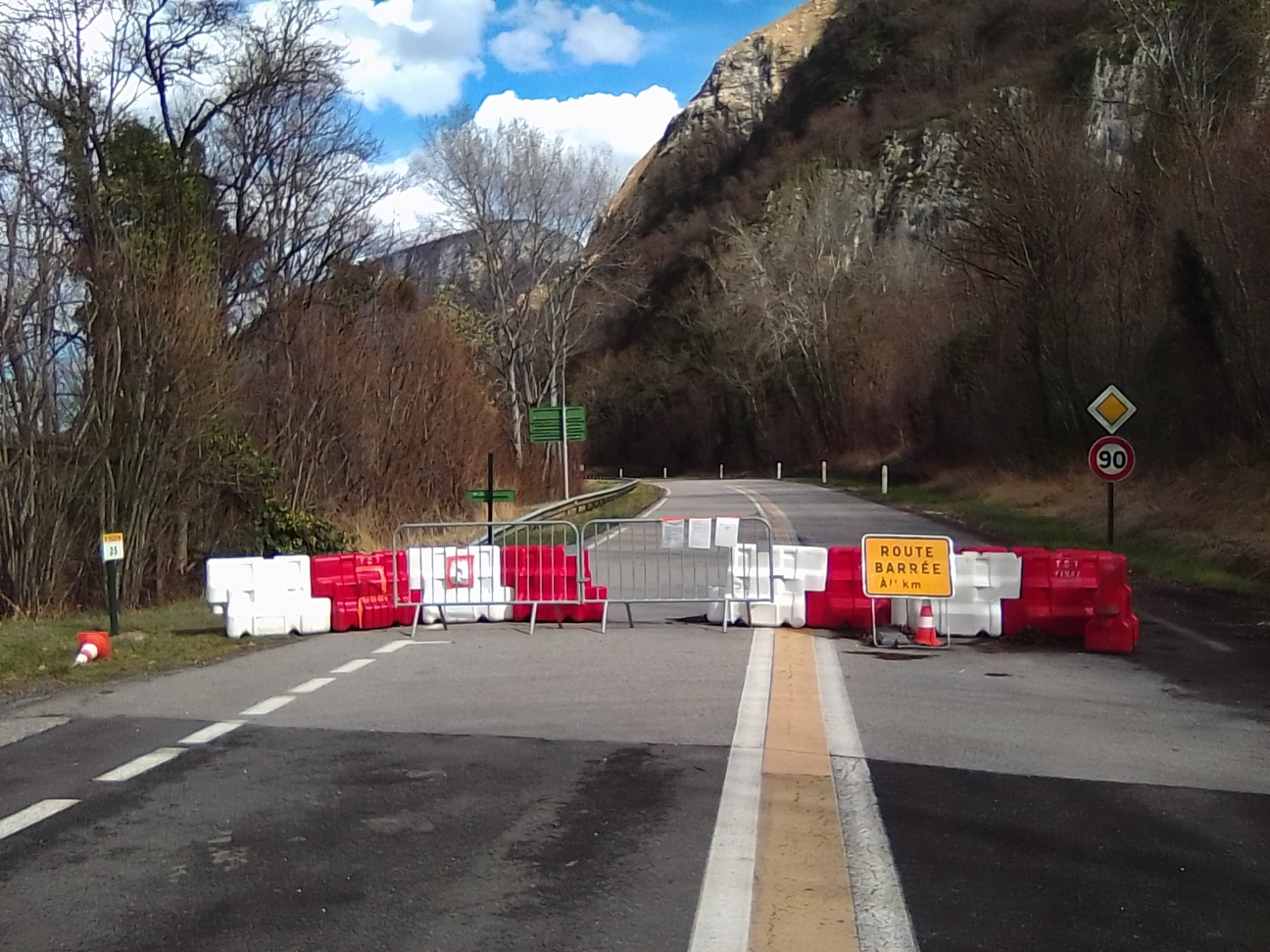
Coupure de la RD 1532 à Saint-Gervais, à la suite de l'éboulement

Le 25 juillet 2024 vers 19 h, la carrière de la commune, située sur les flancs du coteau d'Artets (hameau du Lignet), à la limite des territoires des communes de La Rivière, Saint-Gervais et de L'Albenc), subit un éboulement de grande ampleur,. Tout un pan de la montagne s'écroule en contrebas. La route départementale RD1532, qui voit passer en moyenne 7 000 véhicules par jour, se retrouve ensevelie sous plusieurs mètres de roches. Les premières estimations évoquent des dizaines de milliers de mètres cubes écroulés. D'après le responsable de la carrière, aucun employé ne se trouvait sur place au moment de l'éboulement. Aucune disparition n'a été signalée le soir de la catastrophe.
La chapelle Notre-Dame-d'Armieux, située sur la trajectoire de l'éboulement, a été complètement ensevelie.

## Politique et administration

### Administration municipale
En 2020, le conseil municipal de la commune compte quinze membres, cinq femmes et dix hommes. Il est composé d'une maire, de trois adjoints au maire et onze conseillers municipaux. Il existe onze commissions communales, toutes présidées par la maire.

### Liste des maires
| Période                                  | Période  | Identité       | Étiquette | Qualité                |
| ---------------------------------------- | -------- | -------------- | --------- | ---------------------- |
| 2001                                     | 2008     | Bernard Duret  |           |                        |
| 2008                                     | 2020     | Monique Faure  | DVD       | Agricultrice retraitée |
| 2020                                     | En cours | Didier Chéneau |           |                        |
| Les données manquantes sont à compléter. |          |                |           |                        |

## Population et société

### Démographie
L'évolution du nombre d'habitants est connue à travers les recensements de la population effectués dans la commune depuis 1793. Pour les communes de moins de 10 000 habitants, une enquête de recensement portant sur toute la population est réalisée tous les cinq ans, les populations de référence des années intermédiaires étant quant à elles estimées par interpolation ou extrapolation. Pour la commune, le premier recensement exhaustif entrant dans le cadre du nouveau dispositif a été réalisé en 2008.

En 2022, la commune comptait 534 habitants, en évolution de −4,3 % par rapport à 2016 (Isère : +3,07 %, France hors Mayotte : +2,11 %).
| 1793 | 1800 | 1806 | 1821 | 1831 | 1836 | 1841 | 1846 | 1851 |
| ---- | ---- | ---- | ---- | ---- | ---- | ---- | ---- | ---- |
| 469  | 531  | 557  | 569  | 628  | 690  | 709  | 716  | 610  |

| 1856 | 1861 | 1866 | 1872 | 1876 | 1881 | 1886 | 1891 | 1896 |
| ---- | ---- | ---- | ---- | ---- | ---- | ---- | ---- | ---- |
| 659  | 657  | 591  | 483  | 504  | 432  | 525  | 431  | 399  |

| 1901 | 1906 | 1911 | 1921 | 1926 | 1931 | 1936 | 1946 | 1954 |
| ---- | ---- | ---- | ---- | ---- | ---- | ---- | ---- | ---- |
| 389  | 412  | 406  | 388  | 345  | 325  | 336  | 341  | 324  |

| 1962 | 1968 | 1975 | 1982 | 1990 | 1999 | 2006 | 2008 | 2013 |
| ---- | ---- | ---- | ---- | ---- | ---- | ---- | ---- | ---- |
| 366  | 298  | 256  | 288  | 295  | 377  | 512  | 551  | 553  |

| 2018 | 2022 | - | - | - | - | - | - | - |
| ---- | ---- | - | - | - | - | - | - | - |
| 540  | 534  | - | - | - | - | - | - | - |

### Enseignement
La commune est rattachée à l'académie de Grenoble (Zone A).

### Médias

#### Presse écrite
Historiquement, le quotidien à grand tirage Le Dauphiné libéré consacre, chaque jour, y compris le dimanche, dans son édition du Sud Grésivaudan, un ou plusieurs articles à l'actualité du village, ainsi que des informations sur les éventuelles manifestations locales, les travaux routiers, et autres événements divers à caractère local.

#### Presse audiovisuelle
Ici Isère est la radio publique qui émet sur son territoire ainsi que dans tout le département de l'Isère.

### Cultes
La communauté catholique et l'église de Saint-Gervais (propriété de la commune) sont rattachées à la paroisse Saint-Joseph-des-deux-rives (relais de la Drevenne), elle-même rattachée au diocèse de Grenoble-Vienne.

## Économie

### Activités agricoles
Situé dans l'aire de l'appellation d'origine contrôlée (AOC) et de l'appellation d'origine protégée (AOP dans l'Union Européenne) noix de Grenoble, le village de saint-Gervais comprend quelques producteurs de noix en nombre cependant, moins important que ses voisines, en raison de la taille et de la configuration du territoire communal. Le musée Le Grand Séchoir, installé à Vinay relate l'histoire de cette activité.

### Activités industrielles et commerciales
Le village a connu une activité métallurgique tournée vers la fabrication des armements par le passé mais dont ils ne restent que quelques témoins au niveau architectural.
À partir de 1912, les bâtiments abritent les papeteries Nicolet qui y fabriquèrent notamment des cartons. Cette entreprise ferma ses portes à son tour en 1983, et les locaux seront repris par les établissements Depagne, l'année suivante

#### Depagne SA
L'entreprise Depagne SA, fabricant de matériel de distribution et de commande électrique établie à La Tronche et qui possède deux autres sites de production, dont une structure située dans la commune voisine de la Rivière.

## Culture locale et patrimoine

### Lieux et monuments
- Église Saint-Gervais-et-Saint-Protais de Saint-Gervais
- L'ancienne fonderie royale de canons:

L'ancienne Fonderie royale de canons de Saint-Gervais est inscrite partiellement au titre des monuments historiques par arrêté du 13 novembre 1986, édifices des XVIIIe et XIXe siècles, actuelle usine Depagne. Un ancien canon de marine, placé sur affût, provenant de l'île de la Réunion mais usiné à Saint-Gervais rappelle ce passé glorieux et orne un rond-point de la commune.
- Les vestiges du château d'Armieu:

Ce château fort sur motte castrale, et dont il ne reste que quelques ruines, date du XIIe siècle. La chapelle Notre-Dame-d'Armieu, emportée par l'éboulement de juillet 2024, était située à proximité (mais sur le territoire de la commune de La Rivière).
- La Chartreuse des Écouges:

Cet ancien monastère de l'ordre des Chartreux a été fondé en 1116. Les ruines de cette ancienne chartreuse, protégé depuis 2007 par un immense abri de 80 mètres de côté, sont encore visibles dans le secteur de la haute vallée de la Drevenne dominée par le Banc de l'Ours et les rochers de Cumacle.

Quelques monuments de Saint-Gervais
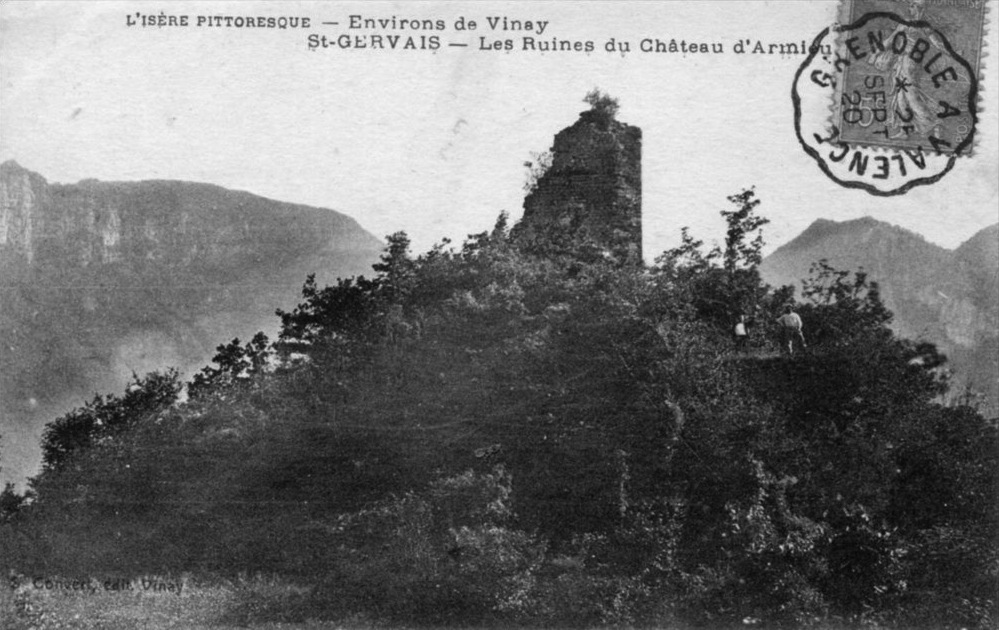
Les ruines du château d'Armieu dans les années 1910.
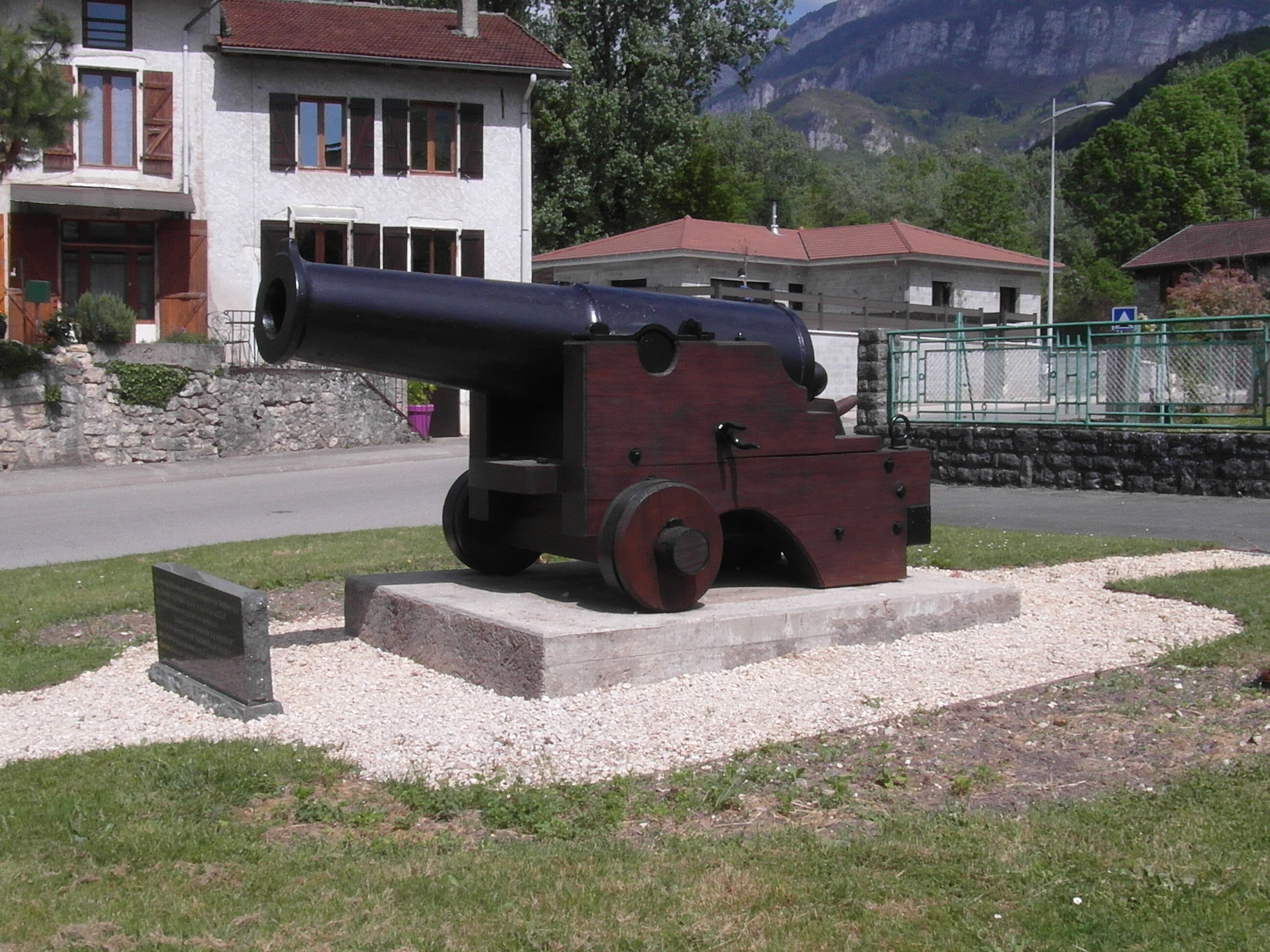
Canon du Port-Saint-Gervais.
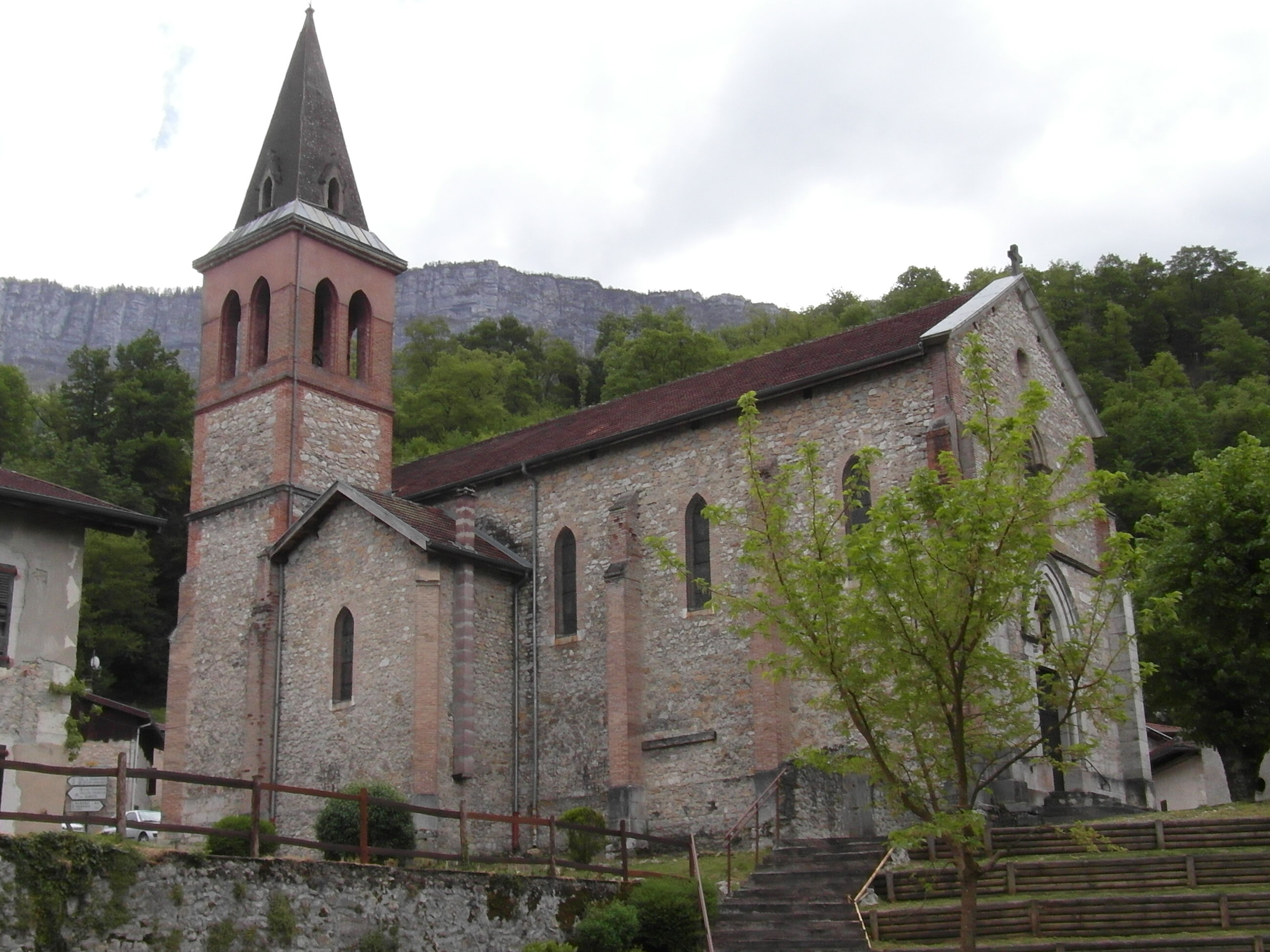
L'église du bourg de Saint-Gervais.
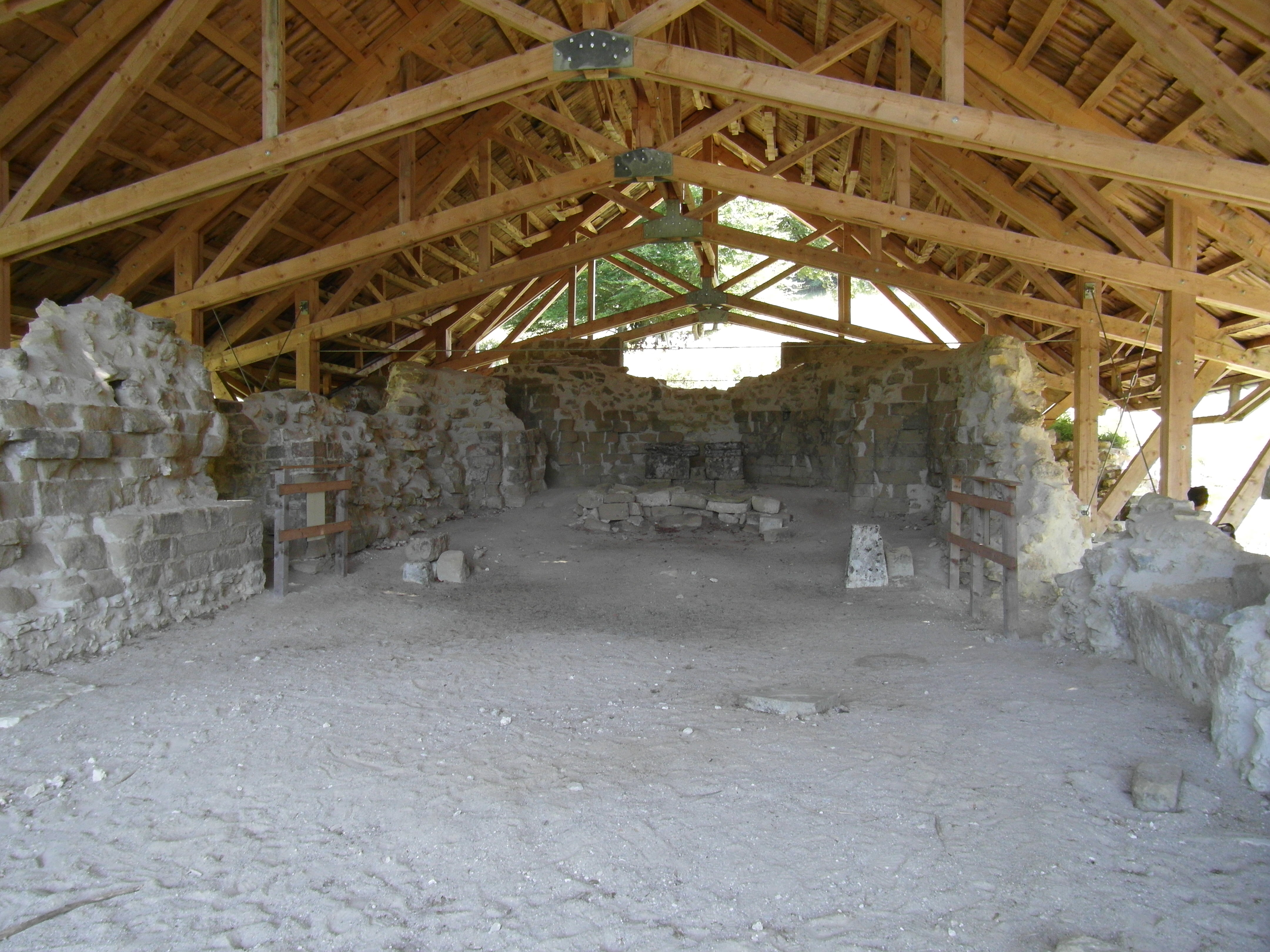
Ruines de l'église cartusienne des Écouges.

### Patrimoine naturel
- La cascade des Écouges

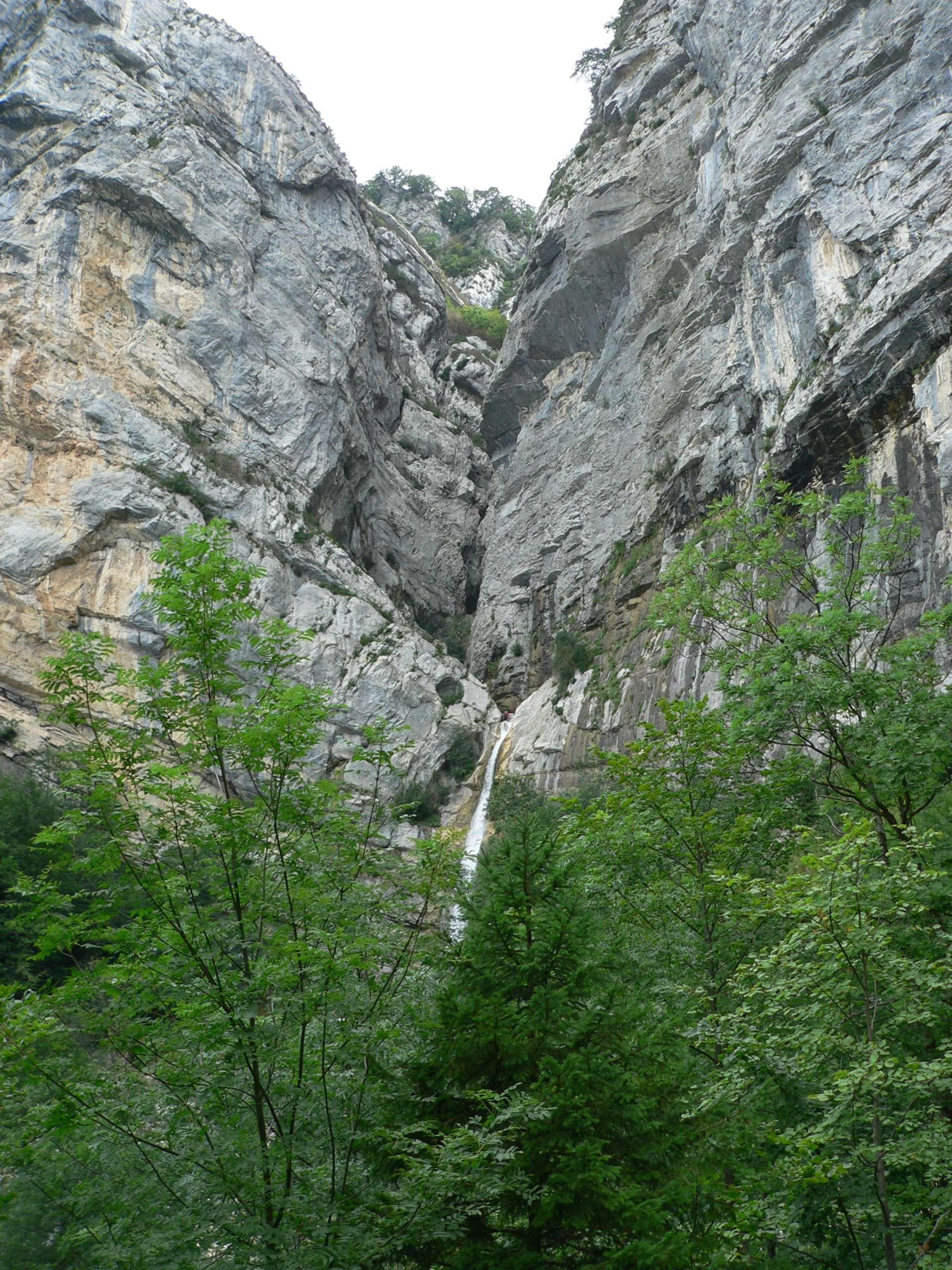
Cascade des Écouges.

Cette chute d'eau de la Drevenne qui marque le rebord occidental d'un haut plateau, est haute de 70 mètres.
La route qui permet d'y accéder est vertigineuse et offre des vues splendides et se termine par un tunnel qui permet d'accéder au site des Écouges et le monastère cartusien éponyme.
- L'Espace naturel sensible des Écouges.

Celui-ci s'étend sur une superficie de 918 hectares, entièrement situé dans une zone de moyenne montagne. est classé espace naturel sensible

### Personnalités liées à la commune
- Samuel Dalliès (1635 - 1713) :

cet aristocrate, seigneur de La Tour, receveur des tailles de Montauban, receveur général des finances du Dauphiné, fut le conseiller de Colbert et le créateur de la fonderie royale de canons de marine de Saint-Gervais. Seigneur de la maison forte de Chantesse, Samuel Daliès tombera en disgrâce à la mort Jean-Baptiste Colbert de Seignelay, marquis de Seignelay, fils de Colbert. Protestant, il se convertira au catholicisme sous l'influence du cardinal Le Camus.
- Maurice Garrel (1923 - 2011) :

cet acteur français est né le 24 février 1923 à Saint-Gervais. Il fut interprète de films et de téléfilms dans des rôles secondaires sous la direction de metteurs en scène prestigieux, tels que François Truffaut, Jacques Rivette, Costa-Gavras, Claude Lelouch, Claude Chabrol et Claude Sautet. Il est le père du réalisateur Philippe Garrel.

### Héraldique
|  | Saint-Gervais (Isère) possède des armoiries dont l'origine et le blasonnement exact ne sont pas disponibles. |